# 怡峰
怡峰（500年—549年），字景阜，鮮卑族。辽西郡（今辽宁义县）人，本姓默台氏，因避难改姓怡，北魏、西魏官员。

## 生平
怡峰少年时就进入军队征战，以骁勇闻名。北魏孝庄帝永安年间（528—530年），假龙骧将军，为都将，跟从贺拔岳讨伐万俟丑奴，以功授给事中、明威将军，转征虏将军、都督，赐爵蒲阴县男。
534年，贺拔岳被侯莫陈悦所杀，贺拔岳帐下诸将赵贵、刘道德、怡峰等人谋划迎立宇文泰为主，宇文泰到后，统众进入陇川征讨侯莫陈悦。侯莫陈悦部队离散，逃至荒野中自缢而死。但他的党羽原州刺史史归犹仍占据原州，与豳州刺史孙定儿等人一起继续对抗宇文泰。宇文泰令刘道德率军袭击豳州，怡峰与侯莫陈崇攻打原州，平定了侯莫陈悦余党的叛乱。
534年，魏孝武帝元修不甘受高欢控制，频繁下诏拉拢宇文泰出兵对抗高欢。宇文泰于是令怡峰与都督赵贵等率轻骑赶赴洛阳。到潼关时，孝武帝已经从洛阳西逃长安。
十一月，宇文泰派仪同李虎与李弼、赵贵、怡峰等人讨伐灵州的曹泥，李虎引河水灌城，次年，曹泥投降，灵州当地的豪帅被迁到于咸阳。怡峰以功进爵华阳县公，邑一千户。
西魏文帝大统元年（535年），宇文泰成为丞相后，创立府兵制，成立左右十二军（即十二卫，由李弼、独孤信、梁御、赵贵、于谨、若干惠、怡峰、刘亮、王德、侯莫陈崇、李远、达奚武等十二人统领），由丞相府总领。怡峰统领其中一军，与刘道德同为骑兵将领。八月，宇文泰率十二将东伐，攻陷潼关，怡峰以功拜安东将军、华州刺史。不久转大都督。此后他参加了俘虏窦泰，收复弘农及沙苑之战，以战功升迁仪同三司、车骑大将军，进爵乐陵郡公，食邑通前二千户。
沙苑之战后，西魏冯翊王元季海、开府独孤信率步骑二万向洛阳进军，东魏洛阳守将高敖曹渡河逃走，独孤信率军入洛阳。怡峰率奇兵至成皋（在今河南荥阳市西北20公里汜水镇虎牢关村），收拢当地户口后返回。东魏大将尧雄、赵育、是云宝从颍川出兵，欲收复失地，被西魏仪同宇文贵、梁迁击破，赵育投降，东魏再次派遣任祥率河南兵步骑万余到颍川支援尧雄，怡峰率轻骑五百与宇文贵、梁迁等人再次击破任祥，是云宝投降西魏。由此怡峰威名转盛，加授开府仪同三司。
大统四年（538年）七月，东魏派遣大将侯景、厍狄干、高敖曹、韩轨、可朱浑元、莫多娄贷文等人将独孤信围在洛阳，高欢率大军后至。宇文泰、西魏文帝也率军支援独孤信，并解除了据守金墉的怡峰、元季海的包围。八月初三庚寅（538年9月12日），东、西魏开始河桥之战。
当天两军从早上交战到下午未时（13:00至15:00），右军的独孤信、李远和左军的赵贵、怡峰都被东魏击败，与后军李虎、念贤等人一起溃逃回长安。洛阳、弘农失守，关中大为震恐。宇文泰从阌乡县回到长安后，关中才安定下来。宇文泰将左军统领赵贵免职，但原谅了怡峰等大将的罪责，仍然任命怡峰为东西北三夏州诸军事、夏州刺史。
大统七年（541年）春三月，稽胡帅、夏州刺史刘平伏在上郡反叛，怡峰与开府于谨讨平之。
大统八年（542年）十月，东魏高欢入侵汾州、绛州，包围玉壁。怡峰跟随宇文泰从蒲阪出兵，解除了玉壁之围。
大统九年（543年）春，东魏北豫州刺史高仲密投降西魏，宇文泰率军出迎，到洛阳时，派开府于谨、怡峰等攻陷柏谷坞，三月，东魏高欢领军渡河至邙山，两国开始邙山之战。
大统十二年（546年）春，凉州刺史宇文仲和在凉州反叛，宇文泰派独孤信率怡峰、史宁、侯植、王子直等大将征讨，独孤信在夜晚令诸将以冲梯攻其东北，自己亲帅壮士偷袭其西南，早次日早晨攻克凉州城，宇文仲和被生擒。
大统十五年（549年），东魏大将高岳、慕容绍宗、刘丰生等人率众十余万围攻西魏王思政于颍川。西魏大将军赵贵帅军支援王思政，高岳引洧水灌城，颍川以北成为泽国，赵贵、怡峰等援兵被阻。怡峰领军至南阳时，病卒，时年五十。当年六月，颍川被攻陷。 
怡峰沉毅有胆略，很得士卒之心，当时号为骁将。他病亡后，宇文泰叹惜良久，追赠他为华州刺史，谥曰襄威。

## 鲜卑姓氏
东北师范大学历史系教授陈连庆认为，默台氏是默容氏的误写，台容二字形近易讹，默容氏即慕容氏之异译。北魏屠杀慕容氏后，幸免的慕容氏支庶改为默容，字虽不同，而音颇近似。改为怡氏之后，便与慕容氏毫不相干。默容尚可以还原为慕容，怡氏则不能，但容、怡仍是双声字。默容氏避难改性的情况与豆卢氏完全相同。西华师范大学历史文化学院讲师高然认为陈连庆理解有误，怡姓并非与容字相对，而应为“舆”姓的不同译写，怡、舆一音之转。默容到怡姓的变化其实就是慕容氏到慕舆氏再到舆姓变化的一种异变。导致这种现象的原因是古代译音无定字的情况造成的。在受到政治压迫而改姓的过程中，怡峰祖上的一支慕容鲜卑人在自身姓氏被译写成汉字的过程中将“舆”字写成了同音的“怡”字。

## 其他
戚徽之大象年间墓志记载戚徽之曾任乐陵公怡峰府主簿，戚徽之大象年间墓志则记载戚徽之曾任六菟头府主簿。

## 家庭

### 高祖
- 怡宽，燕辽西郡守。北魏道武帝时，率户归朝，拜羽真，赐爵长蛇公

### 曾祖
- 怡文，北魏冀州刺史

### 子女
- 怡昂，北周开府仪同三司、鄯国公
- 怡光，北周汾泾豳三州刺史、开府仪同三司、龙河县公
- 怡春，北周吏部下大夫、仪同三司

## 延伸阅读
[在维基数据编辑]
 《周書·卷17》，出自令狐德棻《周書》
 《北史·卷065》，出自李延壽《北史》